# Manfred Calov
Manfred Calov (* 15. Mai 1929) ist ein ehemaliger deutscher Politiker (SED). Er war langjähriger Staatssekretär im Ministerium für Post- und Fernmeldewesen der DDR.

## Leben
Calov war nach 1945 im Post- u. Fernmeldewesen der SBZ und der DDR tätig. Er schloss sich der SED an und war 2. Sekretär der Betriebsparteiorganisation (BPO) der SED im Ministerium für Post- u. Fernmeldewesen sowie persönlicher Referent eines stellvertretenden Ministers. Von 1960 bis 1962 fungierte er als Instrukteur im Sektor Verbindungswesen in der Abteilung Verkehr und Verbindungswesen des ZK der SED, von 1962 bis 1972 als stellvertretender Leiter der Abteilung. Von 1972 bis 1990 war er Staatssekretär im Ministerium für Post- u. Fernmeldewesen der DDR (Nachfolger von Richard Serinek). Calov wurde am 28. März 1990 von der Regierung Modrow von seiner Funktion als Staatssekretär und als Vorsitzender der Staatlichen Frequenzkommission der DDR abberufen und trat in den Vorruhestand.
Er führte ab 1972 die DDR-Seite bei den Verhandlungen zu den Regierungsabkommen mit der Bundesrepublik Deutschland auf dem Gebiet des Post- und Fernmeldewesens. Im September 1973 vertrat er erstmals die DDR auf einer Tagung der Internationalen Fernmeldeunion in Madrid. 

## Auszeichnungen
- 1976 Vaterländischer Verdienstorden in Silber und 1989 in Gold
- 1979 Orden Banner der Arbeit Stufe I